# GTF2I
El factor de transcripción general II-I (GTF2I) es una proteína codificada en humanos por el gen gtf2I.
Este factor de transcripción es una fosfoproteína multifuncional con un importante papel en transcripción y en transducción de señales. Se encuentra delecionado en el síndrome de Williams-Beuren, un desorden del desarrollo a nivel multisistémico causado por la deleción de los genes contiguos en el locus cromosómico 7q11.23. Los exones codifican que codifican el 5' UTR aún no han sido completamente caracterizados, pero este gen es conocido por poseer al menos 34 exones, siendo capaz de generar cuatro variantes transcripcionales mediante splicing alternativo.

## Interacciones
La proteína GTF2I ha demostrado ser capaz de interaccionar con:
- USF1[4][5]
- Histona deacetilasa 2[6][7]
- PRKG1[8]
- Myc[9]
- MAPK3[10]
- HDAC3[7][11]
- Factor de respuesta al suero[1][12]
- Tirosina quinasa de Bruton[13][14][2]